# Susanna Parigi
Susanna Parigi (Florencia, 20 de julio de 1961 - Milán, 18 de diciembre de 2023) fue una cantautora italiana.

## Carrera
Florentina de nacimiento, cantautora, pianista y acordeonista, después de obtener un diploma en piano en el conservatorio Cherubini de Florencia, continuó sus estudios de canto estudiando canto moderno en Roma, ópera en Bolonia y terminando con estudio de jazz en Milán. 
Comenzó a escribir y proponer sus canciones desde muy temprano y es descubierta por Vincenzo Micocci, quien le ofreció un contrato con la discográfica It. Debutó en 1987 con el sencillo Un anello di fumo, tema con el que gana el primer premio como cantautora en el espectáculo La fabbrica dei sogni, dirigido por Alessandro Benvenuti para la Rai 3. Luego colaboró al piano con Fiorella Mannoia y Riccardo Cocciante en la gira La grande avventura; después como cantante y acordeonista con Claudio Baglioni en la gira Assieme -oltre il concerto e AncorAssieme; para seguir con Raf y Francesca Alotta, en 1993, como corista, respectivamente en el álbum Cannibali y "Io e te". Luego trabaja en Tam tam village con Carlo Massarini para Rai 1 y con Mino Damato en Sognando sognando dove è La voce del sogno, también para Rai 1. Como corista estuvo en la orquesta del Festival de San Remo 1993.
En su primer disco homónimo, Susanna Parigi, 1995, producido por Vince Tempera y lanzado en 1995, compuso íntegramente todas las canciones, dejando por completo el trabajo de músico de sesión para dedicarse exclusivamente a la composición.
Para el segundo disco, Scomposta, de 1999, (de nuevo producido por Vince Tempera para Nuova Carish) compuso la letra con el cantautor Kaballà que también colaborará en los siguientes discos. La presentación del álbum está escrita por el filósofo Umberto Galimberti.
Participa en la gira de verano de Radio Italia y el Tributo a los Beatles con la orquesta Scarlatti de Nápoles en Rai 2, donde ofrece su particular versión de las canciones de los Beatles. En 2000 la canción Tre passi indietro recibió el primer premio y el "Premio especial a la mejor composición" en el "Festival internacional de composición de canciones" celebrado en Suiza. En 2003 estuvo entre las finalistas del “Festival della Canzone D'utore” en Recanati, con la canción "Una porta nel tempo" que será incluida en el siguiente álbum; posteriormente es invitada al Premio Rino Gaetano y al Premio Fabrizio De André.
En 2004 lanzó su tercer álbum, In differenze, catorce temas de los que también es productor artístico junto a Vince Tempera para el sello Sette Ottavi. El disco, que contiene una canción escrita con la colaboración de Pat Metheny, contó con la participación de Tony Levin, la orquesta sinfónica de Sofía compuesta por 60 elementos y algunos músicos italianos de prestigio como Ellade Bandini, Ares Tavolazzi, Flaco Biondini, Mario Arcari y el filósofo Umberto Galimberti, quienes colaboraron en la redacción del texto de la pieza False y en la redacción de los monólogos de la obra homónima, presentada entre 2004 y 2006 en espacios como el Teatro Ambra Jovinelli de Roma, el Teatro dell'Arte de Milán, el Teatro Puccini de Florencia, el Teatro Celebrazioni de Bolonia y el Teatro dell'Archivolto de Génova. La imagen de la portada del álbum fue cedida a Susanna por el fotógrafo brasileño Sebastião Salgado. En el mismo año fue considerada por los diarios italianos como artista revelación del panorama musical, también por las cuestiones sociales que trata: desde la indiferencia como algo que suprime el sentimiento en el tipo de vida occidental, hasta el respeto y amor por las diferencias.
El 31 de mayo de 2005 abre el espectáculo de la cantante israelí Noa en el Castillo Sforzesco y el 20 de febrero de 2006 en el Teatro Storchi de Módena. En diciembre de 2006 se estrenó en DVD el espectáculo teatral In differenze, grabado en el Teatro Dell'Arte de Milán con la colaboración de Médicos Sin Fronteras para la discográfica Nar International, bajo la dirección de Sergio Grati.
En 2009 se lanzó su cuarto álbum, L'insulto delle parole, para el sello Promo Music, con la participación del Arkè String Quartet (excluyendo su versión de La canción de Los viejos amantes, de Jacques Brel, arreglada por Vince Tempera). El álbum, de considerable repercusión, incluye también un vídeo que recoge los testimonios de Pino Arlacchi, Corrado Augias, Lella Costa, Cesare Fiumi, Kaballà, Leonardo Manera, Andrea Pinketts y Bruno Renzi, a los que posteriormente se sumó Marco Travaglio, sobre el tema que da título al álbum: una reflexión sobre el uso excesivo, muchas veces vulgar, del lenguaje y sobre la continua manipulación del vocabulario donde cambias el nombre de las cosas, dejándolas como están, o cambias cosas que conservan su nombre; esto es, una práctica que vacía la palabra de todo sentido.
En 2010 fue invitada por la comisión del Festival Gaber a subir al escenario de la Cittadella del Teatro Canzone como ganadora. En el mismo año ganó el premio Lo Cascio. En 2011 una de sus canciones se convirtió en la banda sonora del DVD “Giovanni Paolo II. Hombre. Papa Beato”.
En 2011 se editó su quinto álbum, La lingua segreta delle donne, para el sello Promo Music, en el que contó con la colaboración de importantes personalidades del mundo de la cultura, como Lella Costa (voz recitadora en Liquida, tema que abre el disco), Pamela Villoresi, Ottavia Piccolo, Teresa De Sio, Gianna Schelotto (quien participó con lecturas y declaraciones, contenidas en los aportes en video), Ferruccio Spinetti (coautor de la pieza Il suono e l'invisibile), el Arké String Quartet (quien participó en la obra Una certa esaltazione di vivere) y Kaballà (coautor de algunas pistas). Entre los contenidos multimedia también el videoclip de Liquida.
En 2012 ganó el premio "Slowmusic" con la siguiente justificación: «Desde el inicio de sus grabaciones ha sabido aunar arte y responsabilidad social, evitando el espectro de la retórica y siguiendo un camino de escritura y ejecución marcado por la más pura honestidad intelectual. En su obra se reconoce una clara línea poética, un pensamiento que orienta las notas y las palabras, con sorprendentes resultados artísticos. Con estos motivos Slow Music reconoce el premio Slow Music 2012, reservado a los artistas que protegen la música y salvan la cultura».
El 17 de abril de 2012 se presentó en el Blue Note. Luego viene el libro Storie dei cinque elementi. Cuando los cuentos de hadas salvan el ambiente de Elena Torre y Anna Marani en el que lee "Come una fiaccola" uno de las 16 fábulas. Los ingresos se destinan a dos proyectos especiales: Cuamm Medici con l'Africa y la WWF Italia. En 2012 estuvo entre los diez finalistas del Premio Amnistía y junto a su amigo periodista Andrea Pedrinelli realizó el concierto teatral Il saltimbanco e la luna (homenaje a Enzo Jannacci que a través de sus canciones narra la situación del periodismo y la música en Italia). El estreno nacional del espectáculo es en el Teatro Menotti de Milán, posteriormente también es seleccionado por el Festival de Asti donde se representa en el Teatro Alfieri y en el Club Tenco. En enero de 2013 sale el nuevo CD de Musica Nuda (Petra Magoni y Ferruccio Spinetti) con el sencillo Carica erotica del que Susanna es la autora de la letra. El 22 de junio vuelve a tocar en el claustro del Museo Nacional Bargello de Florencia para la revista "Musica è donna".
Su sexto álbum, el CD del espectáculo Il salimbanco e la luna, con una parte del libreto escrito por Susanna sobre el trabajo realizado en la reelaboración de las canciones, fue lanzado el 25 de marzo de 2014 para Egea. Al mismo tiempo, el libro de A. Pedrinelli para Giunti Roba minima (mica tanto)-tutte le canzoni di Enzo Jannacci, que contiene una breve entrevista con Susanna, la única artista italiana, después de Mina y Milva, en dedicar un álbum entero a las canciones de Jannacci.
En febrero de 2014 prologa el libro Fusa e parole-tra umanità e gatti de Lucilio Santoni, de la editorial "Infinito Edizioni". 
El 20 de mayo de 2014 se editó su séptimo álbum, Apnea, nueve canciones escritas en parte en colaboración con Kaballà.
En septiembre de 2015 se editó el recopilatorio tributo a Ivan Cattaneo, "Un tipo atipico", donde Susanna, junto a otros artistas de la escena musical independiente italiana, interpreta una canción del cantautor lombardo; la canción elegida por Susanna es "L'altra faccia della luna". También ese mes, comienza la publicación semanal de una serie de 14 DVD para los periódicos La Repubblica y L'Espresso, editados por Corrado Augias y Valerio Magrelli, dedicados a la poesía y a los poetas italianos más ilustres: "Rime, stroofe, versos de Dante a Pasolini”, siendo Susanna la autora de toda la parte musical.
En octubre de 2015 vio la luz su primer libro: "Il suono e l'invisibile - La musica come stile di vita", escrito junto al periodista Andrea Pedrinelli, para "Infinito Edizioni" de Módena. 
También en 2015 realizó un concierto sacro, con su guitarrista Matteo Giudici, Dal suono all’invisibile - Attraverso il cuore delle parole. El espectáculo se representa entre otros en Cortona Sacra, en la Iglesia de San Marco de Milán, en el Santuario de La Verna y en la Fraternità di Romena.
En diciembre de 2016 se lanzó el su octavo CD, Dal suono all’invisibile. En 2017 vuelve a colaborar con Musica Nuda y una de sus canciones, Zitto Zitto, es elegida para su nuevo disco Leggera. En febrero de 2019 se publica en Edizioni Àncora el libro de Silvana Carcano “Tremila anni e non sentirli – Una rilettura dei Dieci Comandamenti”, del que Susanna escribió el capítulo  “Non dire falsa testimonianza”...
Susanna Parigi ha enseñado canto popular durante ocho años en los trienios de música popular del Conservatorio Bonporti de Trento. Dos años de orientación de canto jazz-pop en los tres años del Conservatorio Arrigo Boito de Parma para, a continuación, ocupar la cátedra de canto pop en el Conservatorio Nino Rota de la localidad de Monopoli.
Tras cinco años de silencio discográfico, volvió a la carga el 4 de octubre de 2022 con una nueva canción y el videoclip Io sono il meno, adelanto de su último álbum, de noviembre de 2022, Caro m'è 'l sonno.

## Fin
Falleció en Milán el 17 de diciembre de 2023, de cáncer.

## Discografía

### Álbum de estudio
- 1995 – Susanna Parigi (Five Record- RTI Music)
- 1999 – Scomposta (Carisch)
- 2004 – In differenze (Sette Ottavi)
- 2009 – L'insulto delle parole (Promo Music - Corvino Meda Editore)
- 2011 – La lingua segreta delle donne (Promo Music)
- 2014 – Il saltimbanco e la luna (Egea)
- 2014 – Apnea (Centotre Edizioni Musicali)
- 2016 – Dal suono all'invisibile (Centro Cultura Meditteranea/Self)
- 2022 – Caro m'è 'l sonno

### Sencillos
- 1987 – Un anello di fumo/Donne e motori
- 1999 – La decima porta (Nuova Carisch)
- 2004 – False (Sette Ottavi)
- 2022 - Io sono il meno (Warner/Self)

## Videografía

### DVD
- 2006 - In differenze - Una porta nel tempo (NAR International)